# Francis Fox Tuckett
Francis Fox Tuckett (Bristol, 10 de fevereiro de 1834 — Bristol, 20 de junho de 1913) foi um dos principais alpinistas ingleses da chamada período de ouro do alpinismo na segunda metade do Século XIX. Foi vice-presidente do Clube alpino inglês e membro da Royal Geographical Society.
Grande alpinista que se calcula ter subido mais de 260 montanhas a atravessa mais de 687 colos de montanha, é descrito por Edward Whymper como um  "enorme alpinista, cujo nome é conhecido ao longo e em largo nos Alpes" e Geoffrey Winthrop Young qualificava a sua e son abordagem do alpinismo como "enciyclopédica"

## Ascensões
- 1842 - visita com o pai Chamonix e a Mer de Glace
- 1859 - a sua primeira ascensão do Aletschhorn com os guias Johann Joseph Bennen, Peter Bohren
- 1861 - ascensão do Monte Branco pela Aiguille du Goûter com Leslie Stephen e os guias Melchior Anderegg, J. J. Bennen e P. Perren
- 1862 - toda uma série de montanhas do Delfinado principalmente com o guia Michel Croz
- 1864 - um dos primeiros a explorar as Dolomitas então acompanhado por Douglas William Freshfield

## Hôtel Tuckett
Em 1862 tenta a ascensão da Barra dos Écrins acompanhado pelo guia de alta montanha Michel Croz e por Peter Perren, e passaram a noite ao abrigo de uma rocha num sérac do glacier Blanc. O local ficou a ser  conhecido como Hôtel Tuckett, local onde se abrigavam os alpinistas antes de ser construído o Refúgio do Glaciar Branco em 1886, mesmo se o actual data de 1942.